# Дурдом на колёсах
«Дурдом на колёсах» (англ. RV) — семейная комедия, в которой снялись Робин Уильямс, Джефф Дэниелс, Джоджо и другие. Фильм начали снимать 25 мая 2005 года и закончили в конце 2005 года.

## Сюжет
Трудоголик Боб Монро, его жена Джейми, их 15-летняя дочь Касси и 12-летний сын Карл определённо нуждаются в том, чтобы проводить больше времени вместе. Дав обещание отправиться всей семьёй на отдых на Гавайи, Боб внезапно меняет планы, не ставя остальных в известность об этом. И вместо недели в тропическом раю они направляются в дорожное путешествие в Колорадо в специально приспособленном для таких поездок трейлере (автодоме, кратко именуемом RV).
Однако продуманный план Боба по воссоединению семьи, затащивший сопротивляющихся и негодующих жену и детей в RV, моментально даёт трещину. Бездарные попытки Боба управлять огромным неповоротливым трейлером встречают молчаливое пренебрежение со стороны его семьи. Жизнь в RV разительно отличается от их комфортабельной жизни в Лос-Анджелесе, и каждая попытка Боба принести атмосферу отдыха и уюта угрожает ещё больше разъединить их.
Достигнув лагеря отдыха, Монро знакомятся с семьёй Горнике, которые, к их немалому раздражению, испытывают немалое удовольствие от беззаботных постоянных странствий в RV. Чем больше они стараются избежать любого контакта с ними, тем больше их пути пересекаются. Но череда бедствий неожиданно способствует объединению даже самых отдалившихся друг от друга членов семьи, и каждый неудачный опыт невольно помогает им снова найти друг друга и стать полноценной семьёй.

## В ролях
| Актёр           | Роль            |
| --------------- | --------------- |
| Робин Уильямс   | Боб Мунро       |
| Шерил Хайнс     | Джейми Мунро    |
| Джош Хатчерсон  | Карл Мунро      |
| Джефф Дэниелс   | Трэвис Горник   |
| Кристин Ченовет | Мэри Джо Горник |
| Хантер Пэрриш   | Эрл Горник      |
| Брендан Флетчер | Howie           |
| Джоанна Левески | Касси Мунро     |
| Уилл Арнетт     | Тодд Мэллори    |

## Награды
- «Золотая малина» 2006 года в номинации «Худшая подстава для семейного просмотра».